# Mosè Borsani
Mosè Borsani (Piacenza, 5 febbraio 1770 – Voghera, 24 luglio 1844) è stato un violinista e direttore d'orchestra italiano.

## Biografia
Mosè Borsani fu un violinista e docente di violino attivo anche come direttore d’orchestra. Fu direttore dell'orchestra del Teatro dell’Opera di Piacenza e in seguito spalla dei secondi violini dell'orchestra ducale di Parma. Nicola Petrini Zamboni lo definiva «imponente concertista».  Mosè Borsani si dedicò anche all’insegnamento e tra i suoi allievi si ricorda Giuseppe Del Majno.
Tra Niccolò Paganini e Borsani ci fu un contatto epistolare. Una lettera di Paganini scritta a Genova il 20 luglio 1835 e indirizzata a Carlo Mosé Borsani fu inserita da Edward Neill nel epistolario paganiniano da lui curato.  
Nel 1843, un anno prima della sua morte, Borsani faceva parte del Collegio Ducale di Maria Luigia di Parma. 
Di  Mosè Borsani ci sono pervenuti brani per violino solo (di carattere didattico), per violino e chitarra, per due violini e viola. Alcuni sono stati pubblicati da Giovanni Ricordi a Milano. Diversi manoscritti di sue composizioni sono custoditi in archivi e biblioteche italiani, tra le quali la Biblioteca del Conservatorio Giuseppe Verdi di Milano, la Biblioteca nazionale Braidense (Milano), la Biblioteca Palatina (Parma), e la Biblioteca del Conservatorio San Pietro a Maiella (Napoli).

## Composizioni
Selezione
- Preludio e Tema con Variazioni per uso di studio per violino solo, composti e dedicati al suo amico N. De Giovanni, Milano, Ricordi, s.d. [1845]
- Tre Duetti per due violini, composti e dedicati all’ill.mo sig marchese Don Guido Castiglioni cavaliere di Mantova, Milano, Ricordi, 1816 (ms. custodito presso la Biblioteca Palatina di Parma)
- Sonata A' Violino Solo Del Sig.r  Carlo Mosè Borsani, (ms., Biblioteca del Conservatorio San Pietro a Maiella, Napoli)
- Duetto concertato per violino e chitarra, Milano, Ricordi, 1808ca
- Sei Monferine e sei Walz per due violini e basso ad libitum, Milano, Ricordi, 1813ca.
- 28 Capricci sopra tutte le intonazioni, composti dal Violinista Mosé Borsani (di Piacenza) (ms., Biblioteca del Conservatorio di Milano [Dono Enrico Polo])